# Kailan
Kailan (Chinees: 芥蘭 / 芥兰 ; pinyin (Mandarijn): jiè lán) is de Kantonese naam voor een bladgroente die ook bekendstaat onder de naam Chinese broccoli. De dikke bladeren zijn glanzend blauwgroen en de stengel is dik. De bloeiwijze is vergelijkbaar met die van broccoli. Kailan behoort tot de alboglabra [Latijn albus+glabrus = wit en kaal] groep van Brassica oleracea. De smaak lijkt veel op die van broccoli, maar is iets bitterder en sterker. Broccolini is een hybride van broccoli met kailan.
Kailan wordt veel gebruikt in de Chinese keuken en de Koreaanse keuken. Verder wordt het algemeen gebruikt in de Vietnamese keuken, Birmaanse keuken (ကိုက္လန္) en Thaise keuken.

## Fotogalerij

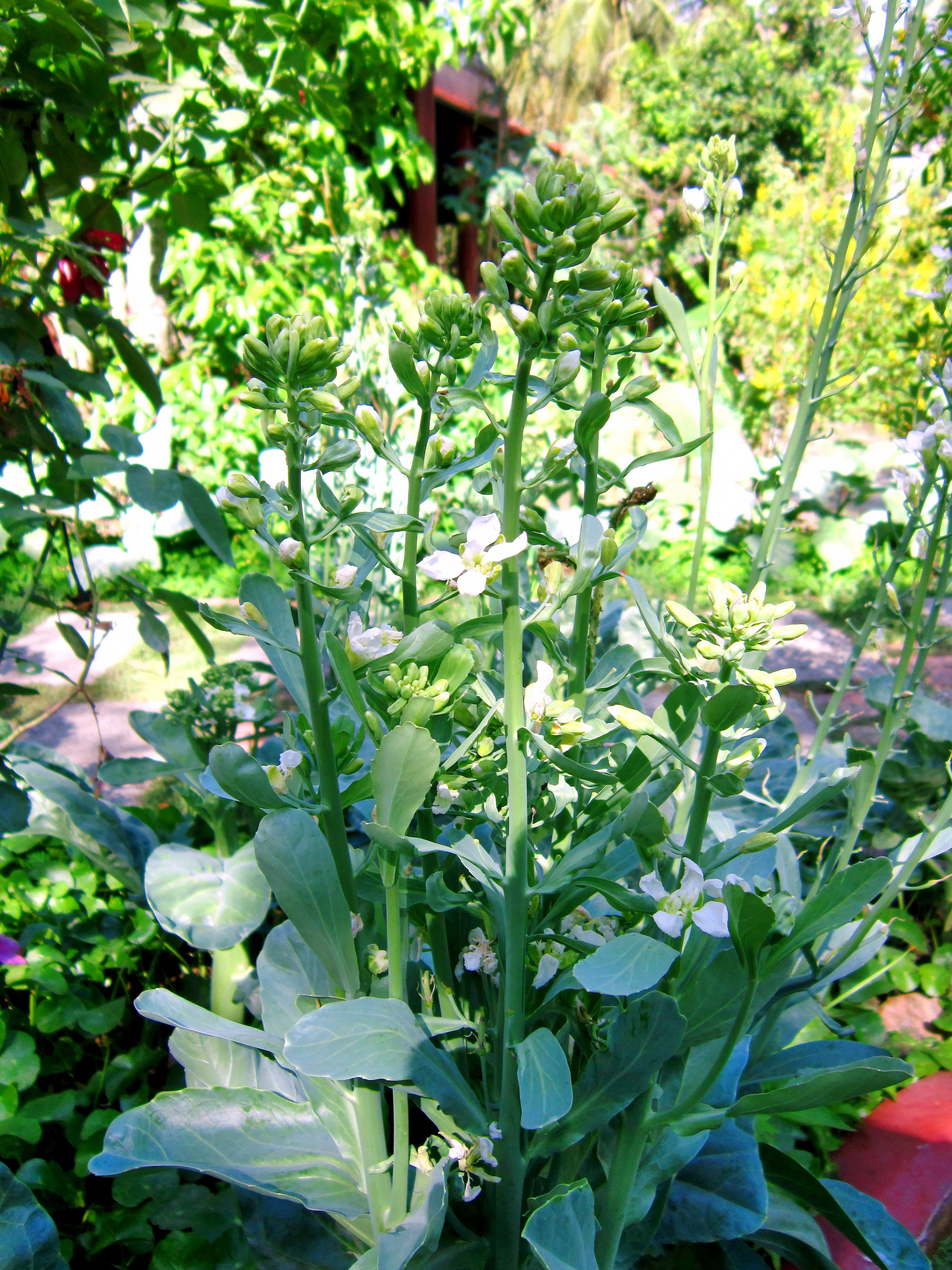
Kailan
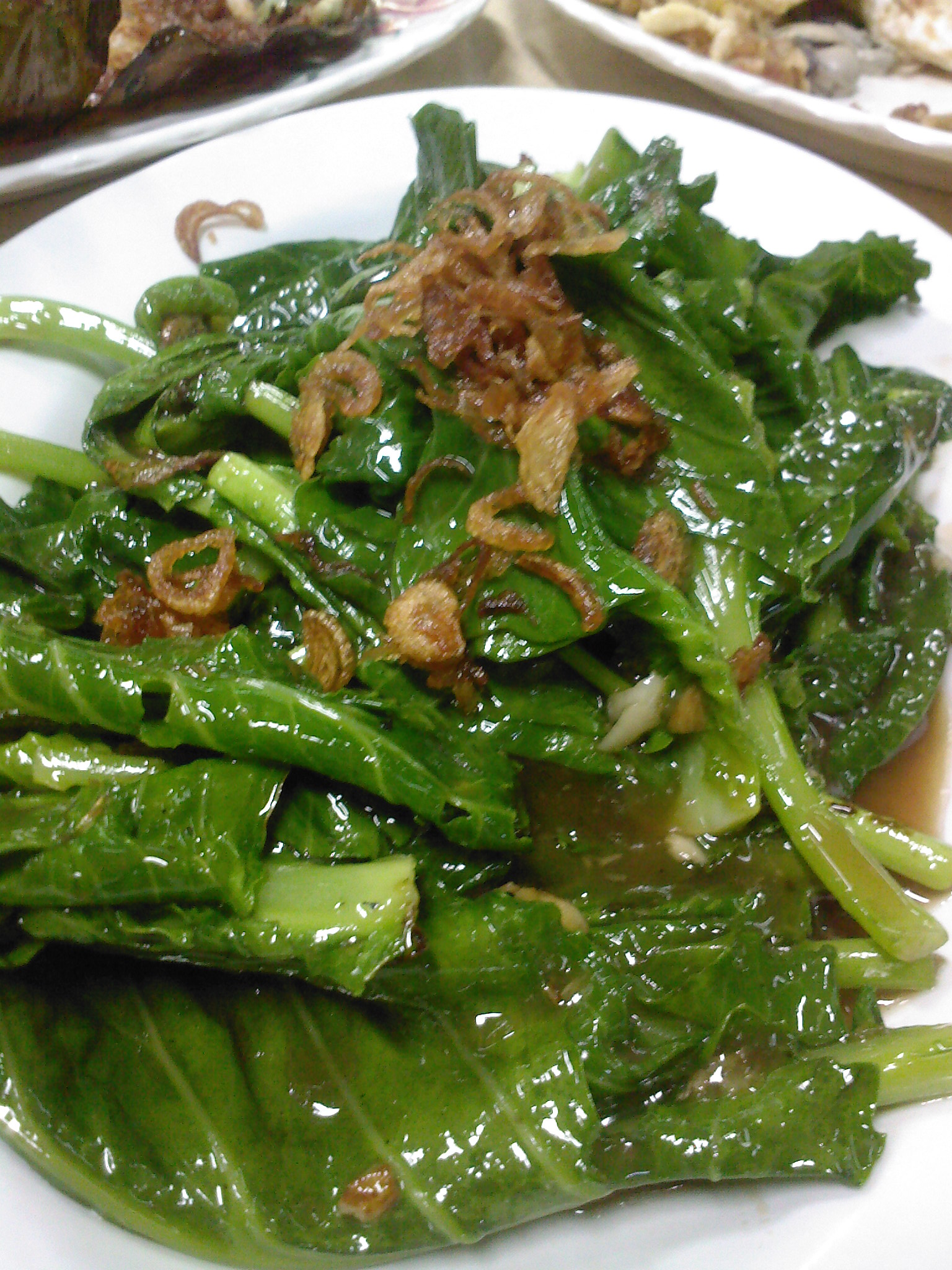
Baby kailan geserveerd in Kantonese stijl